# Kastenleuchte

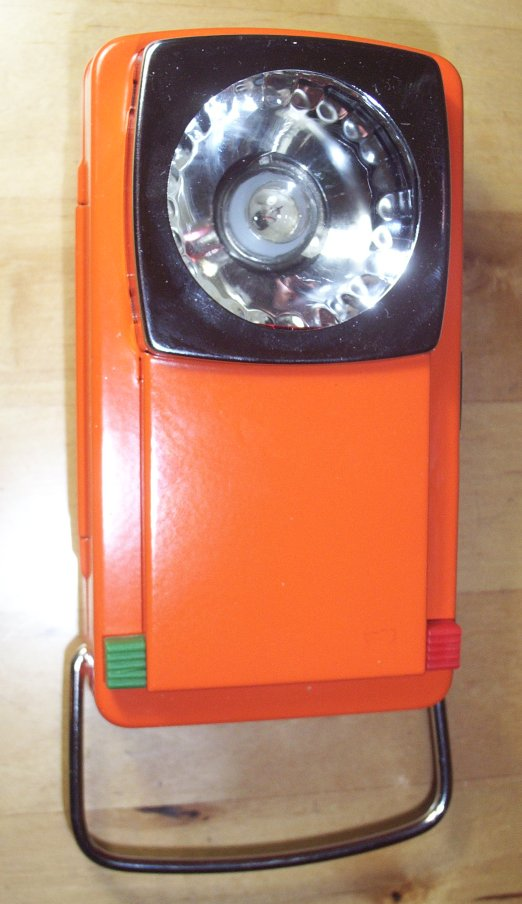

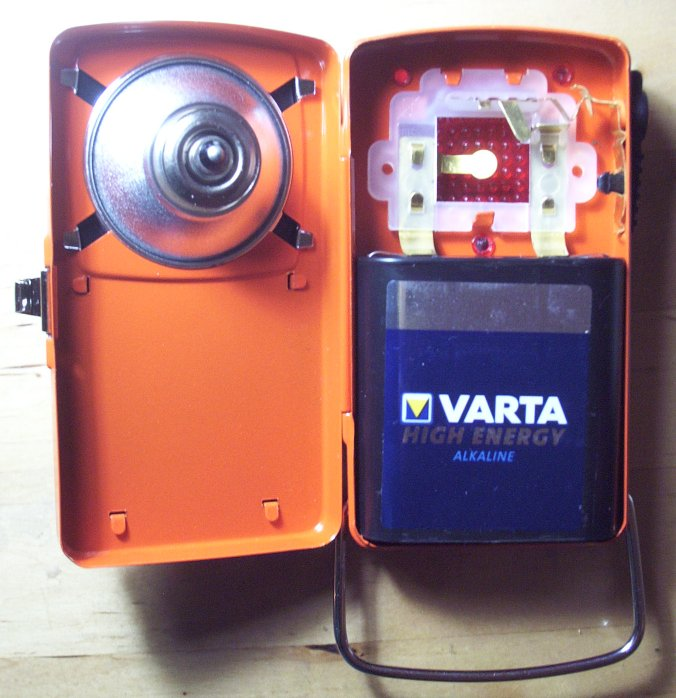
Geöffnete Kastenleuchte

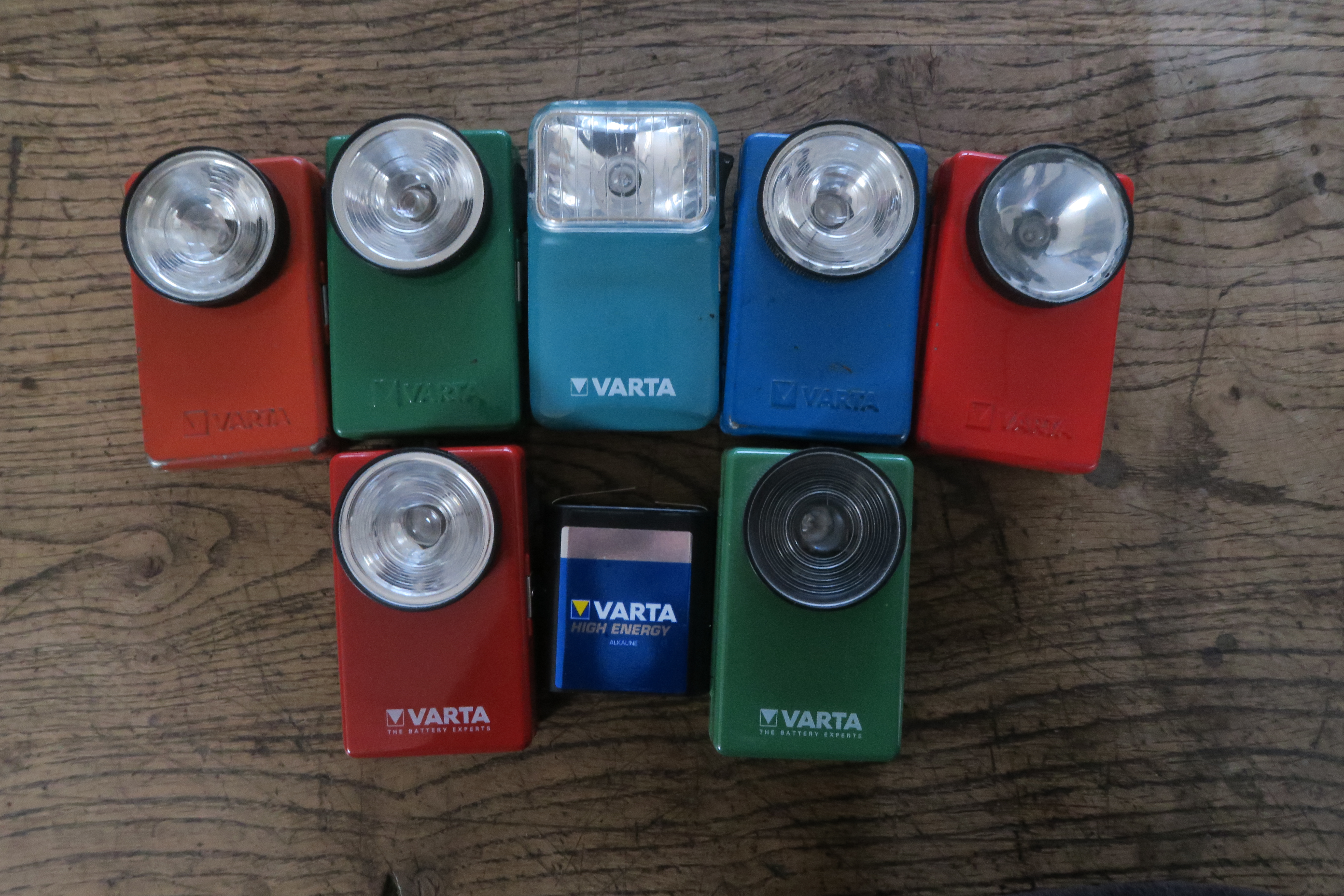
Einfache Kastenleuchten

Eine Kastenleuchte ist eine Taschenlampe, die ihre Spannung von einer 4,5-Volt-Flachbatterie bezieht. Sie war vor allem im 20. Jahrhundert gebräuchlich. Kastenleuchten haben aufgrund der flachen Batterie mit hoher Energiedichte (5900 mAh) ein kompaktes und funktionelles Design. Sie verfügen üblicherweise über ein kantiges Gehäuse aus Metall, in das durch Öffnung des Rückendeckels die Batterie eingesetzt wird. Auf dem Gehäuse ist üblicherweise ein stufenlos fokussierbarer Leuchtkegel montiert. 
Kastenleuchten besitzen häufig eine Morsetaste für Blinksignale und einen Filterschieber, mit dem ein roter oder grüner Filter vor die Glühlampe geschoben werden kann. Die Leuchte eignet sich damit speziell auch für maritime Anwendungen. Aufgrund der abnehmenden Marktpräsenz der Flachbatterien sowie alternativer mobiler Lichtquellen haben Kastenleuchten stark an Bedeutung verloren.